# تمی داکورت
تَمی داکْوُرْت (به انگلیسی: Tammy Duckworth) سناتور ایالات متحده از ایلینوی است. او پیشتر نمایندهٔ حوزه انتخابیه هشتم ایلی‌نوی از حزب دموکرات ایالات متحده آمریکا در مجلس نمایندگان ایالات متحده آمریکا بود که برای نخستین‌بار در ۶ ژانویه ۲۰۱۳ میلادی به‌عضویت این مجلس درآمد. او نخستین زن آسیایی آمریکایی انتخاب شده به کنگره از ایلینوی، نخستین زن معلول انتخاب شده به مجلس نمایندگان آمریکا و نخستین عضو کنگره متولد تایلند است. داکورت در سال ۲۰۱۶ برای انتخابات سنای ایالات متحده از ایلینوی، رقابت کرد و سناتور مارک کرک را شکست داده به سناتوری برگزیده شد.

## تحصیلات و خدمت نظامی
داکورت همچون پدرش به ارتش پیوست و در سال ۲۰۰۴ به عراق اعزام شد. در ۱۲ نوامبر ۲۰۰۴، که هلیکوپتر سیکورسکی یواچ-۶۰ بلک هاوک ای که او کمک خلبانی اش را بر عهده داشت هدف آرپی‌جی شورشیان عراقی قرار گرفت، او پای راستش را در نزدیکی مفصل ران و پای چپش را پایین‌تر از زانو از دست داد. او نخستین زنی است که در جنگ عراق دو قطع عضو داشته‌است. انفجار دست راست او را تقریباً به‌طور کامل نابود کرد، و آن را در سه نقطه شکست و بافت را از سمت پشتی آن جدا کرد. داکورت در ۳ دسامبر پرپل هارت دریافت کرد و ترفیع درجه گرفت.

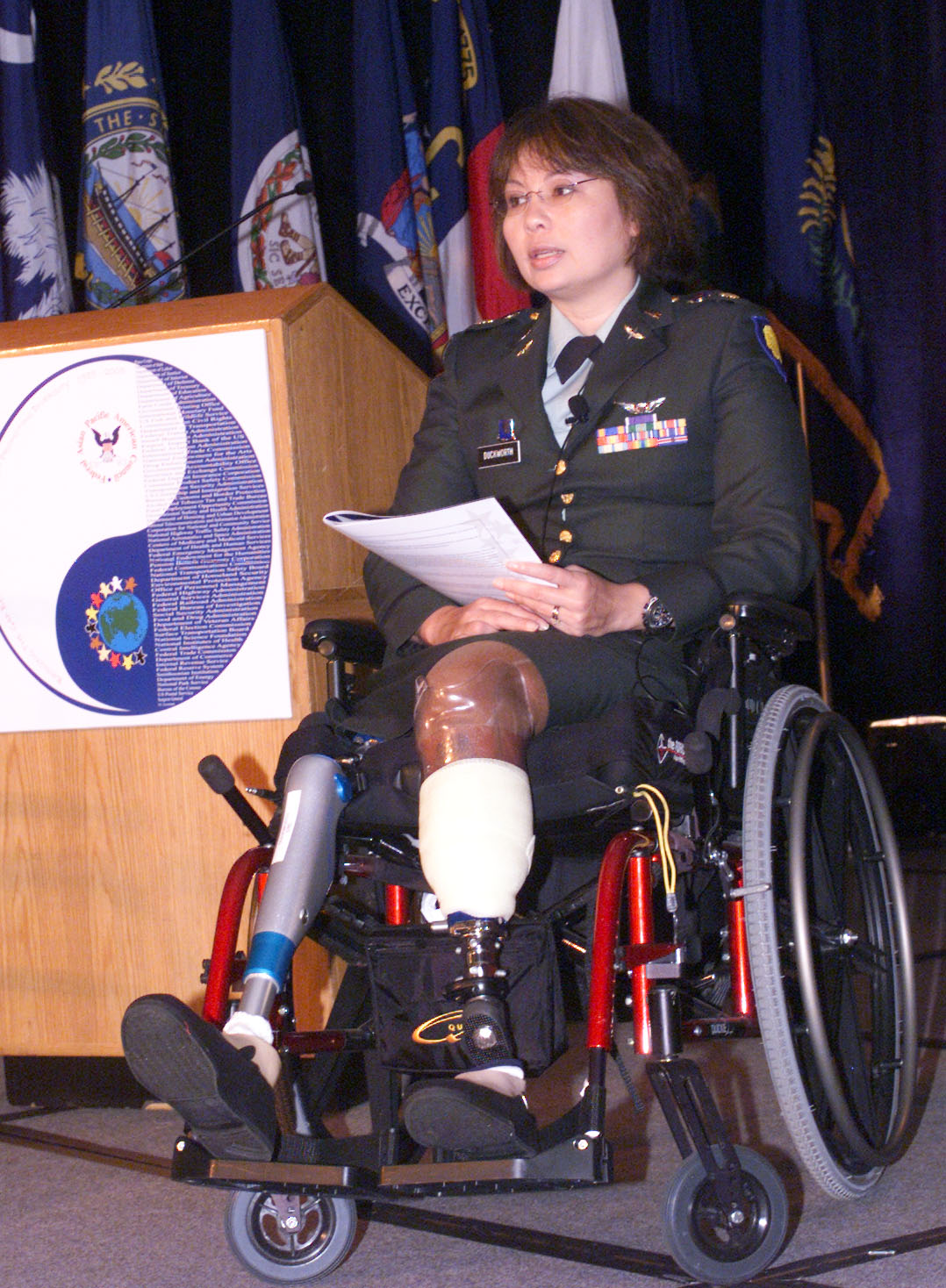
در سال ۲۰۰۵

او دارای لیسانس علوم سیاسی از دانشگاه هاوایی و دکترای علوم سیاسی از دانشگاه ایلینوی شمالی است.

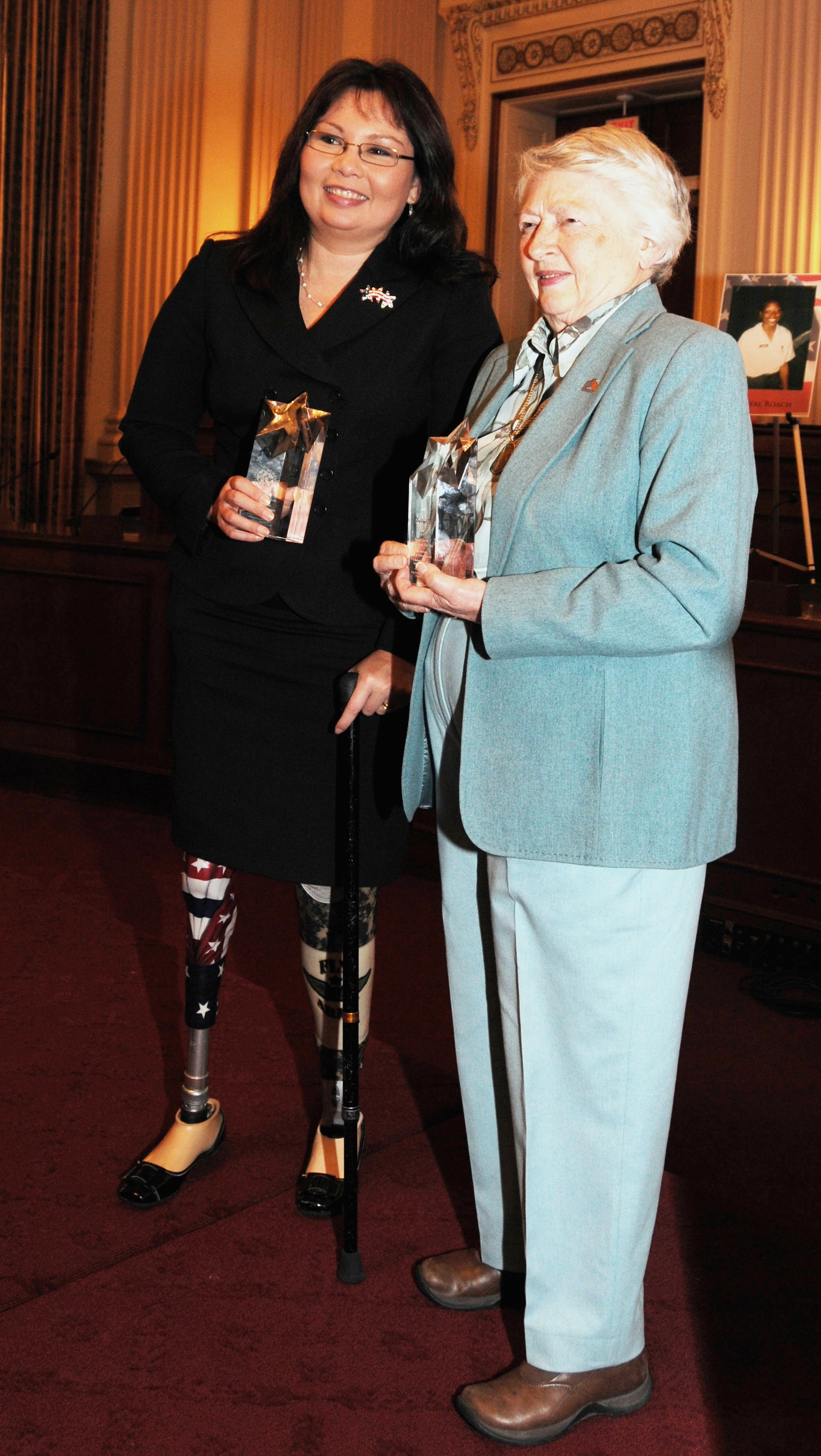
در سال ۲۰۱۰